# Armand de Fluvià
Pour les articles homonymes, voir Fluvia (homonymie).
Armand de Fluvià i Escorsa, né à Barcelone le 17 octobre 1931 et mort le 6 septembre 2024, est un généalogiste et héraldiste espagnol.
Militant antifranquiste et fondateur du Casal Lambda, centre gai et lesbien historique de Barcelone, il est l'une des grandes personnalités des droits LGBT en Espagne.

## Biographie
Issu d'une famille de la noblesse catalane, fils du musicien Armand de Fluvià i Vendrell et arrière petit-fils de l'homme d'affaires Dionís Escorsa i Cruells, il étudie le droit et sort diplômé de l'Université de Barcelone en 1959. Il intègre en 1960 le Collège d'Avocats de Barcelone. Il se tourne ensuite vers la généalogie et les études héraldiques et se spécialise en généalogie catalane et dans l'étude des dynasties des comtés catalans et de la Couronne d'Aragon.
En 1983, il est membre du conseil des Archives historiques de la Ville de Barcelone et des Archives nationales de Catalogne.
En 1996, il cède son fonds bibliographique et documentaire à la Généralité de la Catalogne.

## Militantisme
En 1953, il fait partie du groupe Joventut Espanyola d'Acció (JEA). En décembre 1956, il est incarcéré pour son activisme politique à la prison Model de Barcelone.
En 1966, il participe au groupe antifranquiste de la Capuchinada. Il se consacre ensuite à l'indépendantisme catalan et à la défense des droits des homosexuels. De 1981 à 1993, il milite au sein de la Crida a la Solidaritat en défense de la langue catalane.
Ses voyages en Europe et ses liens avec la revue française Arcadie lui permettent de participer au mouvement gay international. Avec le groupe Arcadie, il suit les émeutes de Stonewall à New York et les événements de Mai 68 à Paris.
Il fonde en 1970, sous le pseudonyme de Roger de Gaimon avec son camarade Francesc Fancino (alias Mir Bellgai), le Movimiento Español de Liberación Homosexual (MELH - en français : Mouvement espagnol de libération homosexuelle), auquel participent femmes et hommes.
Le groupe se réunit clandestinement au domicile des membres, tout particulièrement à Barcelone. Le militant français André Baudry les aide : en 1972 est édité le bulletin mensuel Aghois (Agrupación Homosexual para la Igualdad Sexual - en français : Groupement Homosexuel pour l'Égalité Sexuelle), depuis la France vers l'Espagne. Le ministre des Affaires étrangères franquiste de l'époque, Laureano López Rodó fait pression sur le gouvernement français pour que la revue Arcadie cesse d'envoyer dans la Péninsule les bulletins du MELH.
En 1974, Armand de Fluvià participe au premier Congrès international des droits gays à Édimbourg où il témoigne sur la situation des homosexuels sous la dictature franquiste.
Il donne aussi un cours d'anthropologie sexuelle à l'Université catalane d'été.
Dès la mort de Franco en 1975, il fonde avec d'autres camarades le Front d'Alliberament Gai de Catalunya (FAGC - en français : Front de Libération Gay de Catalogne), et en devient le Secrétaire général. Le FAGC impulse notamment la création du Casal Lambda, premier centre culturel et de services pour les homosexuels en Espagne. Il en le premier président, puis président d'honneur.
En 1978, pendant la transition démocratique, il est la première personne publique à faire son coming out en Espagne à la télévision, sur le canal en catalan de TVE.

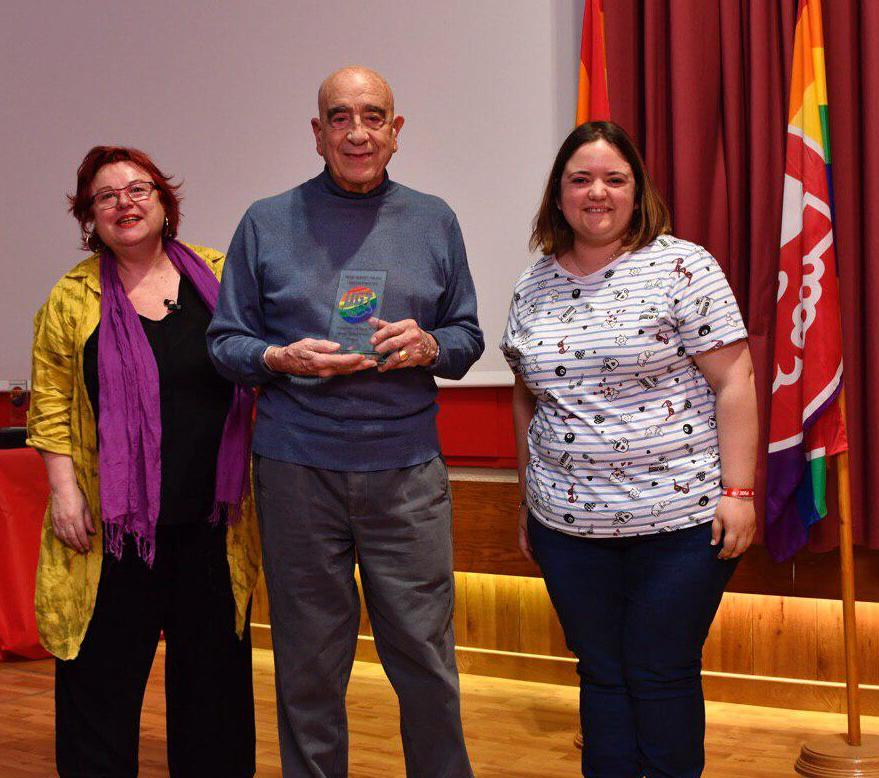
Armand de Fluvià reçoit le prix 17 mai des Libertés publiques et droits civiques de l'UGT le 17 mai en 2019.

## Distinctions
2000 : Creu de Sant Jordi
2008 : Médaille d'Honneur de la Ville de Barcelone

## Œuvres et publications
- 1974 : Pacte de Joia
- 1982 : Diccionari Général d'heràldica, éditions EDHASA,  (ISBN 84-350-0373-6)
- 1989 : Els Primitius Comtats i Vescomtats de Catalunya
- 1994 : Els quatre pals, L'escut dels comtes de Barcelona
- 1995 : A la recerca dels avantpassats
- 2001: Els símbols dels ens locals de Catalunya, Generalitat de Catalogne, Barcelone (2001),  (ISBN 84-393-5491-6)
- 2003: El moviment gai a la clandestinitat del franquisme (1970-75)
- 2004 : Repertori De grandeses, títols i corporacions nobiliàries de Catalunya
- 2009 : L’apropiació dels Símbols Nacionals de Catalunya per part d’historiadors aragonesos
- 2010: Catalunya, un pais sense escut
- 2010: La Baronia de Gavín
- 2011: Manuel d’Heràldica i Tècnica de Blasó